# Radix.com
O Radix.com foi um engenho de buscas desenvolvido a partir de um projeto acadêmico de indexação de dados, financiado pelo Conselho Nacional de Desenvolvimento Científico e Tecnológico - CNPQ, incubado no Centro de Estudos e Sistemas Avançados do Recife - C.E.S.A.R em parceria com a Universidade Federal de Pernambuco no final da década de 90. A ferramenta figurou entre os mecanismos de busca mais populares de sua época, tendo sido o primeiro grande sucesso do C.E.S.A.R em suas propostas de associar pesquisa científica, inovação, criação e fomento de startups com o consequente estabelecimento de novos empreendimentos no mercado. A partir do engenho de buscas, foi criado um grande grupo empresarial - o Grupo Radix - que movimentou milhões de reais em investimentos durante os anos de sua existência.

## História

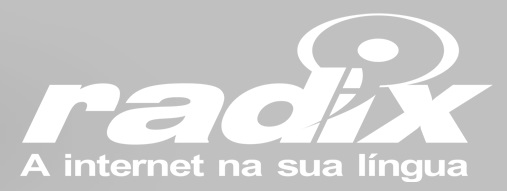
Logotipo Radix.com em preto e branco.

A ferramenta de buscas Radix.com foi desenvolvida a partir de uma tese de doutorado desenvolvida no Centro de Informática da UFPE. O trabalho estava associado ao projeto BRight! - BRazilian Internet Guide in HyperText, voltado à construção de um mecanismo de buscas para a Internet e que contava, entre seus integrantes, com os pesquisadores Silvio Meira, Ana Carolina Salgado, Flávia de Almeida Barros, Jacques Robin e Pedro Falcão Gonçalves, sendo este último o autor da tese de doutorado que originou o engenho de buscas.
Uma vez encerrado o projeto BRight! em 1999, a solução desenvolvida continuou a ser aperfeiçoada dentro dos projetos de incubação de empresas do C.E.S.A.R. O empreendimento chamou a atenção de grandes investidores, já contava com cerca de 75 funcionários, tendo recebido um aporte de cerca de US$ 5 milhões do CVC/Opportunity, um fundo de private equity do Banco Opportunity, na maior transação de venda de companhias envolvendo o C.E.S.A.R àquela época. No ano 2000, o CVC/Opportunity lançou um fundo com capitalização de cerca de US$ 700 milhões para investimentos na área de Internet, telecomunicações e tecnologia, tendo vindo daí os recursos para a compra da ferramenta Radix.com. A estratégia do fundo era assumir o controle das empresas em que investia, colocando administração própria para garantias de atendimento a planos de negócio próprios.
Com os aportes financeiros, surgiu o Grupo Radix, um grande empreendimento de desenvolvimento de software e detentor do sítio homônimo de buscas na Internet. O grupo, inclusive, iniciou processos de investimentos e aquisições de outras empresas de tecnologia. No início de 2001, as empresas Art Voodoo Entertainment, que trabalhava na criação de ambientes gráficos interativos tais como jogos e treinamentos online, a Mobile Software Technology, especializada em programas de computação móvel e telefonia celular e a Wiser Technologies, que lidava com soluções de gerenciamento eletrônico de documentos (GED), receberam investimentos do Grupo que passou a ser o sócio-controlador de todas elas. Estes empreendimentos eram todos da capital pernambucana - Recife. Neste época, o Grupo fechava parcerias com empresas importantes, interessadas em utilizar principalmente seu engenho de buscas, tais como Webb Negócios Online e hpG, portal de hospedagem de páginas pessoais.
No final de 2001, começou um processo de divisão e negociações de vendas envolvendo as partes do Grupo Radix, originado com o engenho de buscas, mas que já contava com diversas outras áreas relacionadas à tecnologia e detentora de uma carteira de clientes entre os quais figuravam empresas como Varig, IG , Kibon, Abril, America On Line e Globo.com. Neste período, foi anunciado que o Radix.com ficaria nas mãos do consórcio capitaneado pela Brasil Telecom, GP e o próprio Opportunity. O consórcio proveria acesso à Internet e relançaria o sítio iBest.com, que viria em formato de portal. Já a Datasul, uma das maiores empresas de softwares de gestão empresarial do país, revelou detalhes da sua participação do Radix. Por montante não confirmado, mas estimado em R$ 20 milhões, passaria a deter 51% da participação do Radix Tech (área de desenvolvimento do Radix, exclui o sítio de busca), junto com as unidades de negócios Mobile e Wiser. Ela unificou as empresas sob o nome Móbile. Atualmente, a ferramenta Radix.com está sob a posse do iBest, que faz parte do conglomerado capitaneado pelo portal IG. O advento do Google auxiliou no processo de desaparecimento de diversos destes buscadores, uma vez que a ferramenta de buscas norte-americana dominou completamente, ao longo de sua história, este cenário de buscas na Internet .

## A Ferramenta de Buscas
Ao contrário de muitas ferramentas de buscas contemporâneas ao seu tempo, tais como o Cadê? e o próprio Yahoo!, que trabalhavam com o conceito de diretórios, onde havia um sistema de inclusão manual de sítios (era executada uma checagem não automatizada das informações que são catalogadas no buscador), o Radix.com já utilizava o conceito de cadastro e indexação automática destes sítios. Isto significa que a busca pelos conteúdos nas páginas, sua estruturação e armazenamento em bancos de dados para posterior recuperação com base em palavras-chave fornecidas pelos usuários eram realizadas sobre algoritmos que automatizavam estes processos.
Atualmente os engenhos ou motores de buscas tais como Google ou Bing utilizam algoritmos, ferramentas e plataformas sofisticadas para catalogação e recuperação de informações indexadas. O Radix.com foi pioneiro em questões de sofisticação tecnológica, lidando, além dos algoritmos automatizados relacionados a buscas e indexações, com recursos modernos para a sua época, tais como a linguagem XML na manipulação e tratamento das informações, o que reforça o caráter inovador da solução.

## Leia Também
- Inovação
- Empreendedorismo
- Search engine
- Porto Digital